# بحران بین‌المللی
بحران بین‌المللی (به انگلیسی: International crisis) یک اصطلاح یا واژه متداول بین‌المللی است، اما تعریف مشترکی از آن وجود ندارد. برای برخی استمرار تعامل دو یا چند دولت مستقل است که در پی یک درگیری شدید مقابل هم قرار گرفته‌اند و شرایط مترصد وقوع یک جنگ خطرناک است.

## انواع
در ذیل به سه نوع بحران‌بین‌المللی می‌پردازد:
- توجیه خصومت:[۳] قبل از شروع بحران، بطوریکه یک کشور تصمیم می‌گیرد برای توجیه خود با ایجاد یک بحران وارد جنگ شود. توجیهات همواره مشابه هستند از جمله شگفت زده کردن افکار عمومی، مطالباتی که برای طرف مقابل غیرممکن است یا تلاش برای برآورده کردن مطالبات قانونی. بنابر این کشور ذی‌نفع قصد واقعی خود را انکار می‌کند و سپس با رد تقاضاها دلیل آغاز جنگ را توجیه می‌کند. نمونه بحران اخیر جنگ عراق بود که معمولاً توسط منتقدان جورج دابلیو بوش صورت می‌گیرد، که وی با بحران خلع سلاح جنگ عراق را آغاز کرد.
- بحران اشتقاقی: مثلاً برخی ملت‌های عالم با یک کشور یا ملت‌های دیگر، درگیر یک جنگ یا بحران هستند و این بحران باعث بحران دیگری می‌شود، مثلاً. آرام‌اس لوسیتانیا یک کشتی اقیانوس‌پیمای بریتانیایی توسط یک یو-بوت آلمانی غرق شد. غرق شدن آرام‌اس لوسیتانیا از عوامل اعلان جنگ ایالات متحده آمریکا به آلمان شد.
- سیاست رفتن تا لبه پرتگاه: این سیاست عبارت است از وارد کردن یک بحران به صورتی عامدانه برای عقب‌نشینی طرف مقابل، مانند بحران موشکی کوبا در ۱۹۶۲ که مثال مشهوری است برای سیاست رفتن تا لبه پرتگاه.

## استراتژی‌ها
کتاب جورج مروری بر روند و اهداف متناقض مدیریت بحران و همچنین نمونه‌های زیادی است. وی در مورد چندین استراتژی، از جمله نوشت:

### استراتژی‌های توهین‌آمیز
- باج‌خواهی
- پاسخ محدود و برگشت‌پذیر
- فشار کنترل‌شده
- جذابیت
- عمل انجام شده

### استراتژی‌های دفاعی
- اجبار
- تشدید محدودیت
- این به آن در (فرهنگ عامه)
- تست قابلیت‌ها
- «رسم یک خط»
- خرید استراتژی زمان
- تعهد و اراده پرهیز از محاسبه اشتباه طرف مقابل

## فهرست بحران‌های خنثی شده
تقریباً طبق تعریف، بحران‌های بین‌المللی منجر به جنگ می‌شوند. آن‌ها نه به‌عنوان بحران، بلکه بنا بر علت این جنگ‌ها به بهترین شکل در خاطره تاریخ باقی می‌مانند. برای اطلاعات در مورد بحران‌های بین‌المللی که بلافاصله منجر به جنگ شدند، به فهرست جنگ‌ها مراجعه کنید. با توجه به موارد فوق، برخی از بحران‌هایی که بیشتر به عنوان بحران شناخته می‌شوند، خنثی شدند. بحران‌های زیر بلافاصله با خشونت‌های گسترده همراه بود و خشم را در کشورها برانگیخت:
- بحران جنگ در چشم (۱۸۷۵)[۵]
- بحران ساموآ (۱۸۸۷–۱۸۸۹)،[۶] بین ایالات متحده آمریکا، انگلستان و آلمان
- بحران انگلیس و پرتغال (۱۸۸۹–۱۸۹۰)[۷]
- بحران ونزوئلا در سال ۱۸۹۵،[۸] بین ونزوئلا و بریتانیا
- بحران فاشودا (۱۸۹۸–۱۸۹۹)
- بحران بالتیمور (۱۸۹۱–۱۸۹۲)
- بحران ونزوئلا ۱۹۰۲–۱۹۰۳، بین ونزوئلا و بریتانیا، آلمان و ایتالیا
- بحران طنجه (اولین بحران مراکش) (۱۹۰۴–۱۹۰۶)
- بحران هلند و ونزوئلا در سال ۱۹۰۸، بین ونزوئلا و هلند
- بحران بوسنی (۱۹۰۸–۱۹۰۹)
- بحران اقادیر (۱۹۱۱)
- اختلافات مرزی در جزایر الند (۱۹۱۶–۱۹۲۰)
- بازنظامی‌سازی راینلند (۱۹۳۶)
- آنشلوس (۱۹۸۳)
- بحران می (۱۹۳۸)
- بحران سودتنلند (۱۹۳۸)
- بحران شام (۱۹۴۵) بین بریتانیا و سوریه، فرانسه
- غائله آذربایجان (۱۹۴۶–۱۹۴۷)
- محاصره برلین (۱۹۴۸–۱۹۴۹)
- بحران برلین ۱۹۶۱
- بحران موشکی کوبا (۱۹۶۲)
- یواس‌اس پوبلو (ای‌جی‌ئی‌آر-۲) (۱۹۶۸)
- درگیری مرزی چین و شوروی (۱۹۶۹)
- کودتای ۱۹۷۳ شیلی
- حادثه قتل با تبر (۱۹۷۶)
- درگیری بیگل (۱۹۷۸)
- گروگان‌گیری در سفارت ایالات متحده آمریکا (۱۹۷۹)
- ایبل آرچر ۸۳ مرتبط با ناتو (۱۹۸۳)
- بحران کالداس (۱۹۸۷)

## بحران‌های جاری
- درگیری کره (۱۹۴۵–اکنون)
  - کره شمالی و سلاح‌های کشتار جمعی
- درگیری فلسطین و اسرائیل (۱۹۴۷–اکنون)
- جنگ‌ها و درگیری‌های هند و پاکستان (۱۹۴۷–اکنون)
- اختلافات سرزمینی در دریای جنوبی چین (دهه ۱۹۵۰–اکنون)
- بحران قبرس (۱۹۶۳–اکنون)
- درگیری نیابتی ایران و عربستان سعودی (۱۹۷۹–اکنون)
  - درگیری عراق (۲۰۰۳–اکنون)
- بحران ونزوئلا (۲۰۱۰–اکنون)
- بحران لیبی (۲۰۱۱–اکنون)
- جنگ داخلی سوریه (۲۰۱۱–اکنون)
- جنگ روسیه و اوکراین (۲۰۱۴–اکنون)
- جنگ داخلی یمن (۲۰۱۴–اکنون)
- نسل‌کشی روهینگیا (۲۰۱۷–اکنون)
- بحران نقدینگی لبنان (۲۰۱۹–اکنون)
- بحران نیجر (۲۰۲۳–اکنون)
  - پیامدهای کودتای ۲۰۲۳ نیجر